# Frank Soo
Hong Ying „Frank“ Soo (* 8. März 1914 in Buxton, Derbyshire; † 25. Januar 1991 in Cheadle, Staffordshire) war ein englischer Fußballspieler und -trainer. Der chinesischstämmige Mittelfeldspieler wird teilweise als erster nicht-weißer englischer Nationalspieler bezeichnet, obwohl die als Wartime Internationals bezeichneten Spiele, in denen er mitwirkte, von der Football Association nicht als offizielle Länderspiele geführt werden.

## Werdegang
Soo kam als Sohn eines chinesischen Seemanns und einer Engländerin in Mittelengland zur Welt. Nachdem die Familie in die Merseyside umzog, begann er dort mit dem Fußballspielen bei den Liverpool Schoolboys und Prescot Cables ehe er im Januar 1933 zu Stoke City wechselte. In den sechs Jahren bis zum Zweiten Weltkrieg lief er als einer der ersten nicht-weißen Spieler in England in 176 Spielen für den Klub auf und konnte dabei sechs Tore erzielen.
Während des Krieges kam Soo bei verschiedenen Vereinen als sogenannter Wartime Guest Player zum Einsatz und bestritt dabei 81 Spiele. Dazu gehörten neben dem FC Reading der FC Everton, der FC Chelsea und der FC Brentford. Darüber hinaus debütierte er am 9. Mai 1942 bei der 0:1-Auswärtsniederlage gegen die walisische Auswahl vor 30.000 Zuschauer im Ninian Park in Cardiff in der englischen Auswahl. Bis zu seinem letzten Spiel am 20. Oktober 1945, einer erneuten 0:1-Niederlage gegen Wales im The Hawthorns in Birmingham lief er in neun Auswahlpartien für die englische Landesauswahl auf. Dabei stand er an der Seite von Spielern wie Stanley Matthews oder Neil Franklin auf dem Feld.
Nach Ende des Krieges wechselte Soo für eine Ablösesumme in Höhe von 4.600 £ zu Leicester City. Der dortige Trainer Tom Mather hatte ihn bereits bei Stoke City betreut. Im Juli 1946 zog er weiter zu Luton Town. Hier bestritt er weitere 71 Ligaspiele. Seine Karriere ließ er beim unterklassigen Klub Chelmsford City ausklingen.
Ab 1947 war Soo als Trainer beim unterklassigen Klub St Albans City  tätig, ehe er 1950 nach Italien zum AC Padua ging. Nachdem das Engagement bereits zu Beginn der Spielzeit 1951/52 beendet wurde, ging er nach Schweden. Zunächst betreute er den IFK Eskilstuna, ehe er den Örebro SK übernahm. Ab Sommer 1954 war er Trainer bei Djurgårdens IF. Hier konnte er seinen größten Erfolg feiern, als er den Klub zum fünften Meistertitel der Vereinsgeschichte führte. Die nächste Station war IK Oddevold, ehe er 1958 für eine Spielzeit AIK betreute. Anschließend kehrte er nach England zurück und übernahm den Trainerposten bei Scunthorpe United.
Nach einem kurzzeitigen Engagement als Trainer der israelischen Nationalmannschaft kehrte Soo abermals als Trainer nach Skandinavien zurück und betreute in den folgenden Jahren mehrere Klubs wie Köpings IS, IFK Stockholm, AB Kopenhagen oder Höganäs BK.